# Clepsis dumicolana
Clepsis dumicolana es una especie de polilla del género Clepsis, categorizada en la tribu Archipini, de la subfamilia Tortricinae.

## Distribución
Se distribuye por Italia.

## Taxonomía
Fue descrita por Zeller en 1847 y publicada en (Tortrix), Isis von Oken (Leipzig) 1847 (9): 657.